# Tu t'laisses aller
Tu t'laisses aller est une chanson française écrite, composée et interprétée par Charles Aznavour en 1960.

## Ventes
La chanson a été numéro 1 des charts en France et a du succès en Belgique. Elle a été de nouveau classée en 1962.

## Reprises
La chanson a été reprise entre autres par Florent Pagny, Maurice Larcanche, Raoul Duflot, Daniel Guichard, Rodolphe Raffalli.
Jacques Desrosiers en a écrit et interprété une version parodique, une réponse au point de vue inversé, reprise en 1975 en version féminine par Annie Cordy.

## Adaptations
Tu t'laisses aller a été adaptée en allemand sous le titre Du läßt dich gehn par Ernst Bader, en anglais sous le titre You've Let Yourself Go par Marcel Stellman et Fred Ebb et en néerlandais sous le titre Mijn ideaal par Jip Feldman (interprétée par Corry Brokken).
Pour son album éponyme de 1987, le groupe punk allemand Abwärts a enregistré, sous le titre "Alkohol" (Alcool), une réinterprétation mélodieuse et pop de "Du läßt dich geh'n", la version allemande de "Tu t'laisses aller", avec des paroles légèrement modifiées.